# Knoppriska
Knoppriska (Lactarius pilatii) är en svampart som tillhör divisionen basidiesvampar, och som beskrevs av Z. Schaeff. Knoppriska ingår i släktet riskor, och familjen kremlor och riskor. Arten är reproducerande i Sverige.